# 韦弗利 (阿拉巴马州)
韦弗利（英語：Waverly）是美国阿拉巴马州下属的一座城市。面积约为2.72平方英里（约合7.05平方公里）。根据2010年美国人口普查，该市有人口145人，人口密度为53.23/平方英里（约合20.57/平方公里）。